# Президиум Верховного Совета СССР
Прези́диум Верхо́вного Сове́та СССР (ПВС СССР) — в 1938—1989 годах высший орган государственной власти в период между сессиями Верховного Совета СССР. Впервые сформирован в 1938 году, в соответствии с Конституцией СССР 1936 года.
С 1989 года после начала инициированной М. С. Горбачёвым конституционной реформы орган, обеспечивающий подготовку и организацию работы Верховного Совета и Съезда народных депутатов СССР.

## История института
В советской науке теории государства и права высшие органы государственной власти такого типа иногда определялись как институт коллективного главы государства (президента).
При разработке проекта Конституции СССР 1936 года и её всенародном обсуждении уже тогда высказывались предложения о замене коллективного высшего органа государственной власти единоличной должностью советского Президента. Однако против данных предложений выступил Иосиф Сталин. В докладе о проекте новой Конституции он сказал:

По системе нашей Конституции в СССР не должно быть единоличного президента, избираемого всем населением, наравне с Верховным Советом, и могущего противопоставить себя Верховному Совету.  
— Сталин И. В. Вопросы ленинизма. 11-е изд., М., 1939, с. 531
Данный подход объяснялся глубокой, принципиальной несовместимостью президентской и советской формы правления. По советскому типу устройства государственной власти пошло большинство стран восточного блока, за исключением социалистических государств с выраженным авторитарно-вождистским режимом типа СРР, КНДР.
За рубежом Председатели ПВС достаточно часто неофициально именовались «президентами СССР».

## Полномочия

#### В 1977—1988 годах
Закреплены в Конституции СССР 1936 года (статья 49) и Конституции 1977 года (статьи 121—123). Так, согласно статьям 121—123 Конституции СССР 1977 года в её первоначальной редакции (7 октября 1977 — 1 декабря 1988) ПВС СССР:
- назначает выборы в Верховный Совет СССР (в соответствии с пунктом «в»  статьи 49 Конституции 1936 г. также имел право распускать Верховный Совет СССР);
- созывает сессии Верховного Совета СССР;
- координирует деятельность постоянных комиссий палат Верховного Совета СССР (палаты: Совет Союза Верховного Совета СССР и Совет Национальностей Верховного Совета СССР) (с 23 декабря 1989 — также и комитетов Верховного Совета);
- осуществляет контроль за соблюдением Конституции СССР и обеспечивает соответствие конституций и законов союзных республик Конституции и законам СССР;
- даёт толкование законов СССР;
- ратифицирует и денонсирует международные договоры;
- отменяет постановления и распоряжения Совета Министров СССР и Советов Министров союзных республик в случае несоответствия их Закону;
- устанавливает воинские звания, дипломатические ранги и иные специальные звания; присваивает высшие воинские звания, дипломатические ранги и иные специальные звания;
- учреждает   ордена СССР и медали СССР; устанавливает почетные звания СССР; награждает орденами и медалями СССР; присваивает почетные звания СССР;

- издаёт общесоюзные акты об амнистии и осуществляет помилование;
- назначает и отзывает дипломатических представителей СССР в иностранных государствах и при международных организациях;
- принимает верительные и отзывные грамоты аккредитованных при нём дипломатических представителей иностранных государств;
- образует Совет обороны СССР и утверждает его состав, назначает и сменяет высшее командование Вооружённых Сил СССР;
- объявляет в интересах защиты СССР военное положение в отдельных местностях или по всей стране;
- объявляет общую или частичную мобилизацию;
- в период между сессиями Верховного Совета СССР объявляет состояние войны в случае военного нападения на СССР или в случае необходимости выполнения международных договорных обязательств по взаимной обороне от агрессии;
- принимает в гражданство СССР,  решает вопросы о выходе из гражданства СССР и лишении гражданства СССР, о предоставлении убежища;
- осуществляет другие полномочия, установленные Конституцией и законами СССР.

В  период между сессиями Верховного Совета (ст. 122 Конституции): 
- вносит в случае необходимости изменения в действующие законодательные акты СССР;
- утверждает изменения границ между союзными республиками;
- по предложению Совета Министров СССР образует и упраздняет министерства СССР и государственные комитеты СССР;

- по представлению Председателя Совета Министров СССР освобождает от должности и назначает отдельных лиц, входящих в состав Совета Министров СССР;
- издаёт указы и принимает постановления.

#### В 1988—1990 годах
Государственно-политическая реформа 1988 года, провозглашённая в соответствии с решениями XIX конференции КПСС, обусловила первые значительные изменения в структуре органов государственной власти в СССР. 1 декабря 1988 года в первоначальный текст Конституции СССР 1977 года были внесены изменения, связанные с созывом нового высшего органа государственной власти — Съезда народных депутатов СССР и, соответственно, перераспределения полномочий между Съездом (статьи 108—110 Конституции), Верховным Советом (статьи 111—117) и учреждённой новой высшей должностью Советского государства — Председателем Верховного Совета СССР (статьи 120—121), который был избран 25 мая 1989 года на I Съезде народных депутатов СССР.
На данном этапе ПВС СССР формально не только не утратил, но даже несколько расширил свои полномочия, получив следующие права:
- организовывать подготовку заседаний Съезда народных депутатов СССР;
- оказывать содействие народным депутатам СССР в осуществлении ими своих полномочий и обеспечивать  их необходимой информацией;
- организовывать подготовку и проведение всенародных голосований (референдумов), а также всенародных обсуждений проектов законов СССР и других наиболее важных вопросов государственной жизни;
- в интересах защиты СССР и безопасности его граждан объявлять военное либо чрезвычайное положение по всей стране, а также в отдельных местностях — при обязательном рассмотрении данного вопроса с Президиумом Верховного Совета соответствующей союзной республики; вводить в указанных случаях особые формы управления, осуществляемого государственными органами Союза ССР и союзных республик;
- публиковать на языках союзных республик законы СССР и другие акты, принятые Съездом народных депутатов СССР, Верховным Советом СССР, его палатами, Президиумом Верховного Совета СССР, Председателем Верховного Совета СССР.

Однако, данный этап, на фоне углубляющегося политического кризиса в СССР, оказался непродолжительным.

#### В 1990—1991 годах
В соответствии с новыми изменениями, внесёнными в Конституцию СССР 1977 года 14 марта 1990 года,  и  учреждением  поста Президента СССР, ПВС СССР полностью утратил все свои властные полномочия, превратившись в чисто технический орган. Так, в соответствии со статьёй 118, ПВС СССР:
- осуществляет подготовку заседаний Съезда и сессий Верховного Совета СССР, координирует деятельность постоянных комиссий палат и комитетов Верховного Совета СССР, организует проведение всенародных обсуждений проектов законов СССР и других наиболее важных вопросов государственной жизни.
- обеспечивает публикацию на языках союзных республик текстов законов СССР и других актов, принятых Съездом народных депутатов СССР, Верховным Советом СССР, его палатами, Президентом СССР.
- оформляет свои решения в виде постановлений.

## Состав

### В 1938—1989 годах
В соответствии со статьёй 48 Конституции СССР 1936 года Верховный Совет СССР избирает из числа депутатов на совместном заседании обеих палат в начале работы первой сессии Верховного Совета каждого нового созыва ПВС СССР  в составе: Председателя ПВС СССР, его заместителей от каждой союзной республики, Секретаря ПВС СССР и членов Президиума.
Изначально ПВС СССР  состоял из председателя Президиума, 11 заместителей Председателя, секретаря Президиума и 24 членов Президиума.
Законом СССР от 7 августа 1940 года,  в связи с расширением СССР (образованием Молдавской ССР, принятием в СССР Литовской, Латвийской и Эстонской ССР, преобразованием Карельской АССР в Карело-Финскую ССР),  состав Президиума был также расширен — число зампредседателей было увеличено до 16.
Законами СССР от 19 марта 1946 года и от 25 февраля 1947 года число членов Президиума было уменьшено до 15.
Несмотря на то, что должности первого заместителя ПВС СССР Конституция не предусматривала, 1 февраля 1944 года на данную должность был избран Шверник Н. М.
Законом СССР от 25 декабря 1958 г. число заместителей председателя было уменьшено до пятнадцати (по одному от каждой союзной республики, количество которых из-за преобразования Карело-Финской ССР в Карельскую АССР в 1956 году уменьшилось до 15), а число членов Президиума увеличено до 16.
Законом СССР от 3 августа 1966 г. количество членов Президиума было увеличено до двадцати.
В соответствии со ст. 120 Конституции СССР 1977 года (редакция 1977 года, с изменениями от 1 декабря 1988) ПВС СССР избирался из числа депутатов в составе: Председателя Президиума, Первого заместителя Председателя Президиума, пятнадцати заместителей Председателя Президиума — по одному от каждой союзной республики, Секретаря Президиума и двадцати одного члена Президиума.

#### Председатель ПВС СССР
Согласно Конституции СССР 1936 года (статья 40) и 1977 года (статья 116) законы СССР, постановления и иные акты Верховного Совета СССР публиковались за подписями Председателя и Секретаря ПВС СССР. Других норм, регламентировавших полномочия Председателя ПВС СССР как высшего должностного лица в СССР, Конституции не содержали.

#### Первый заместитель Председателя ПВС СССР
Должность впервые учреждена Конституцией СССР 1977 года.
- Кузнецов В. В. (1977—1986)
- Демичев П. Н. (1986—1988)
- Лукьянов А. И. (1988—1989)

#### Заместители Председателя ПВС СССР
Заместители председателя Президиума Верховного Совета СССР

#### Члены ПВС СССР
Члены Президиума Верховного Совета СССР
| - Удостоверение члена ПВС СССР Батыева С.Г. - Удостоверение члена ПВС СССР Андропова Ю.В. |

#### Секретарь ПВС СССР
- Горкин А.Ф. (1938—1953)
- Пегов Н.М. (1953—1956)
- Горкин А.Ф. (1956—1957)
- Георгадзе М.П. (1957—1982)
- Ментешашвили Т.Н. (1982—1989)

### В 1988—1989 годах
После 1 декабря 1988 года ПВС СССР был преобразован. В его состав (статья 118 Конституции) стали входить по должности: Председатель Верховного Совета СССР (как высшее должностное лицо СССР, возглавлявшее ПВС СССР), Первый заместитель Председателя Верховного Совета СССР, председатели Верховных Советов союзных республик в качестве заместителей Председателя Верховного Совета СССР, председатели Совета Союза и Совета Национальностей, Председатель Комитета народного контроля СССР, председатели постоянных комиссий палат и комитетов Верховного Совета СССР.
Указ ПВС, как вид нормативно-правового акта, в данный период сохранился, но подписывал  его уже не Председатель и секретарь ПВС СССР, а Председатель Верховного Совета СССР. В качестве примера указов данного периода можно привести Указ об отмене награждения Брежнева Л.И.

### В 1990—1991 годах
После 14 марта 1990 года  и избрания Президента СССР, состав ПВС СССР был снова радикально изменен. В его состав стали входить по должности:  Председатель Верховного Совета СССР (но только как спикер советского парламента), Председатель Совета Союза и Председатель Совета Национальностей (главы палат парламента), их заместители, председатели постоянных комиссий палат и комитетов Верховного Совета СССР, другие народные депутаты СССР — по одному из каждой союзной республики, а также два представителя от автономных республик и один — от автономных областей и автономных округов.

## Структура
В 1938—1990 годах ПВС СССР имел примерно следующую структуру:
- Секретариат (общий)
- Секретариат Председателя Президиума
- Секретариат Секретаря Президиума
- Аппарат Приемной Председателя Президиума
- Канцелярия
- Юридический отдел
- Управление делами
- Отдел по вопросам работы Советов
- Отдел по работе постоянных комиссий палат
- Отдел по учёту и регистрации награждённых
- Отдел по подготовке к рассмотрению ходатайств о помиловании
- Финансово-хозяйственный отдел
- Информационно-статистический отдел
- Комиссии: законодательных предположений Совета Союза и Совета Национальностей, по иностранным делам, по вопросам приёма, выхода и лишения гражданства СССР
- Сектора: административно-территориального деления, иностранной информации, спецсектор.

## Приёмная граждан
Приём граждан СССР осуществлялся по адресу: Москва, дом № 4/7 на углу проспекта Маркса и проспекта Калинина.
Наибольшую активность в деле личного приёма граждан показал первый Председатель ПВС СССР Калинин М. И., его преемники личного приёма практически не вели.

## Последний день работы
В соответствии с законом СССР от 5 сентября 1991 года ПВС СССР прекращал свою деятельность.
18 октября 1991 года ПВС СССР провёл своё последнее заседание.
12 декабря 1991 года Верховный Совет РСФСР ратифицировал Беловежские соглашения, сразу после чего денонсировал Договор об образовании СССР.

## Место хранения архивного фонда
ГА РФ (б.ЦГАОР)
Фонд № Р-7523, 151 описей, 186143 единиц хранения